# Abraxas omissa
Abraxas omissa är en fjärilsart som beskrevs av W. Warren 1907. Abraxas omissa ingår i släktet Abraxas och familjen mätare. Inga underarter finns listade i Catalogue of Life.